# Raymond P. Ahlquist
Raymond Perry Ahlquist (* 26. Juli 1914 in Missoula, Montana; † 15. April 1983 in Augusta, Georgia) war ein US-amerikanischer Pharmazeut und Pharmakologe. Mit seiner 1948 veröffentlichten Untergliederung der Adrenozeptoren in α- und β-Adrenozeptoren hat er wesentlich zur Erklärung der Wirkung bekannter und zur Entwicklung neuer Arzneistoffe beigetragen.

## Leben
Beide Eltern stammten aus Schweden. Sein Vater war Rechnungsprüfer bei der Eisenbahngesellschaft Northern Pacific Railway. 1940 erwarb der Sohn an der University of Washington in Seattle einen Ph.D.-Doktorgrad in Pharmakologie. In Seattle lernte er auch seine Frau Dorotha Duff Ahlquist kennen. Es folgten vier Jahre an der South Dakota State University in Brookings. Dann trat er in das Medical College of Georgia in Augusta ein. Dort hatte er von 1948 bis 1963 den Lehrstuhl für Pharmakologie inne, war von 1963 bis 1970 Associate Dean for Basic Sciences, also im Dekanat zuständig für Grundlagenforschung, kehrte dann bis 1977 auf den Lehrstuhl zurück und lehrte schließlich bis zu seinem Tod auf einer Ehrenprofessur.

## Werk

### Die Adrenozeptor-Untergliederung
In South Dakota suchte man Ersatz für das von einer chinesischen Pflanze stammende und deshalb knappe Ephedrin. Es ist – ähnlich dem Adrenalin und Noradrenalin – ein Sympathomimetikum, also ein Stoff, der die Wirkungen des sympathischen Nervensystems nachahmt. So kam Ahlquist zu seinem Thema. Die Wirkungsweise der Sympathomimetika verwirrte damals die Pharmakologen und Physiologen. Es gab hemmende und erregende Wirkungen, solche, die man durch Antagonisten wie die Mutterkornalkaloide blockieren konnte, und andere, bei denen das nicht gelang.
Für seine berühmt gewordene Arbeit wählte Ahlquist, mittlerweile in Georgia, sechs Sympathomimetika aus, darunter Adrenalin, Noradrenalin, α-Methylnoradrenalin und Isoprenalin, und untersuchte ihre Wirkung auf mehrere Organe, darunter die Blutgefäße und das Herz. Er fand, dass die sechs Stoffe an den verschiedenen Organen zwei und nur zwei Wirksamkeitsreihenfolgen besaßen. Zum Beispiel wirkten sie in der Reihenfolge „Adrenalin > Noradrenalin > α-Methylnoradrenalin > Isoprenalin“ kontrahierend auf Blutgefäße, förderten aber in der Reihenfolge „Isoprenalin > Adrenalin > α-Methylnoradrenalin > Noradrenalin“ die Herztätigkeit. Ahlquist folgerte, es gebe zwei verschiedene Rezeptoren für Sympathomimetika. Die Rezeptoren mit der erstgenannten Wirksamkeitsreihenfolge (also zum Beispiel für Blutgefäßkontraktion, aber auch für Erweiterung der Pupille), nannte er α-Adrenozeptoren (alpha adrenotropic receptor), die Rezeptoren mit der zweiten Wirksamkeitsreihenfolge (also zum Beispiel für Förderung der Herztätigkeit, aber auch für Erweiterung der Bronchien), nannte er β-Adrenozeptoren.
Ebenso einschränkend wie zukunftsweisend schrieb er (aus dem Englischen): „Zur Zeit läßt sich über die Natur der Adrenozeptoren und des Unterschiedes zwischen den α- und β-Typen wenig sagen; doch sollte das Untergliederungskonzept nützlich sein bei der Erforschung der diversen Wirkungen des Adrenalins und anderer Sympathomimetika und der Wirkungen des Sympathikus.“
Die Publikation erfuhr frühe Verkennung und späten Erfolg. Das Manuskript wurde vom eigentlich „zuständigen“ Journal of Pharmacology and Experimental Therapeutics abgelehnt und danach vom American Journal of Physiology zur Veröffentlichung angenommen. Was Ahlquists Frage nach der Natur der Adrenozeptoren angeht, so weiß man heute, dass sie Glykoproteine sind und dass der Mensch neun Adrenozeptorgene und damit neun verschiedene Adrenozeptoren besitzt, α1A, α1B, α1D, α2A, α2B, α2C, β1, β2 und β3. Dazu hat Ahlquist die Grundlage gelegt. In der Arzneitherapie hat er zum Beispiel die Grundlage für die Entwicklung der Betablocker zur Behandlung von Herzkrankheiten und Bluthochdruck gelegt.

### Weitere Arbeiten
Auch Ahlquists sonstiges wissenschaftliches Werk gilt überwiegend der Pharmakologie des Sympathikus. So hat er über das Tolazolin geforscht, einen Stoff mit ganz anderer chemischer Struktur als das Adrenalin und Noradrenalin. Als 1958 mit Dichlorisoprenalin der erste, klinisch noch unbrauchbare Betablocker entdeckt worden war, hat er mit seiner Hilfe erkannt, dass die Darmperistaltik sowohl über α- als auch über β-Adrenozeptoren gehemmt wird.
In seinem wohl letzten Aufsatz hat er 1980 auf die 1948er Publikation zurückgeblickt. Deren exzeptioneller Charakter erhellt auch aus einer bibliometrichen Zitationsanalyse. Sie ist Ahlquists häufigst zitierte Arbeit; bis heute (2011) ist sie 2766-mal zitiert worden, die zweithäufigstzitierte – über die Adrenozeptoren des Darms – nur 266-mal.

## Anerkennung
Ahlquist wurde mit dem Oscar B. Hunter Memorial Award in Therapeutics, dem Ciba-Preis für Hochdruckforschung und dem Albert Lasker Award for Clinical Medical Research geehrt.